# Schemat strukturalny rozdzielnicy elektrycznej
Schemat strukturalny rozdzielnicy elektrycznej – jednobiegunowy schemat elektryczny obwodów głównych rozdzielnicy elektrycznej. Schemat przedstawia kolejność pól rozdzielnicy w widoku od przodu i oprócz połączeń obwodów głównych z podaniem wyposażenia poszczególnych pól powinien zawierać następujące informacje:
- oznaczenia (kolejne numery) pól,
- przeznaczenie i kolejne numery obwodów odbiorczych,
- oznaczenia aparatów w obwodach głównych - oznaczenia literowe, typy, nastawy zabezpieczeń, ewentualnie podstawowe dane techniczne (rodzaj prądu, prąd znamionowy, napięcie znamionowe, napięcie sterownicze, wytrzymałość zwarciowa)
- rodzaj sieci i jej napięcie znamionowe
- parametry szyn zbiorczych i ewentualnie rozdzielczych (przekroje, prądy znamionowe i parametry zwarciowe);
- sposób dodatkowej ochrony przeciwpożarowej;